# Moreruela de Tábara (kommun)
Moreruela de Tábara är en kommun i Spanien.   Den ligger i provinsen Provincia de Zamora och regionen Kastilien och Leon, i den nordvästra delen av landet, 230 km nordväst om huvudstaden Madrid. Antalet invånare är 360.